# Gloria Rodríguez Sánchez
Gloria Rodríguez Sánchez (Torre Pacheco, regió de Múrcia, 6 de març de 1992) és una ciclista espanyola. Professional des del 2012, actualment milita a l'equip Lointek. Combina la carretera amb el ciclisme en pista.

## Palmarès en ruta
- 2009
  -  Campiona d'Espanya júnior en ruta
  -  Campiona d'Espanya júnior en contrarellotge
- 2016
  - 1a al Trofeu Roldán

## Palmarès en pista
- 2015
  -  Campiona d'Espanya en Persecució